# Turuptiana obliqua
Turuptiana obliqua är en fjärilsart som beskrevs av Walker 1869. Turuptiana obliqua ingår i släktet Turuptiana och familjen björnspinnare. Inga underarter finns listade i Catalogue of Life.